# Emmanuel Wamala
Emmanuel Wamala (Kamaggwa, 15 december 1926) is een Oegandees geestelijke en kardinaal van de Rooms-Katholieke Kerk.
Wamala werd in 1957 tot priester gewijd en in 1981 tot bisschop. In 1994 werd hij benoemd tot kardinaal. In 2006 ging hij op emeritaat als bisschop.

## Standpunten
Wamala is van mening dat vrouwen die sterven ten gevolge van aids door het niet gebruiken van condooms tot martelaar zouden moeten worden uitgeroepen.
- Gemeinsame Normdatei: 1099439930
- International Standard Name Identifier: 0000 0004 4382 7833
- Library of Congress Control Number: n2015224590
- Nederlandse Thesaurus van Auteursnamen: 377295647
- Virtual International Authority File: 311817336
- WorldCat: E39PBJyCyDDcmjC9yBDcWQryVC